# St. Lambertus (Castrop-Rauxel)
Die Kirche St. Lambertus ist eine katholische Pfarrkirche in Castrop-Rauxel. Sie liegt im Zentrum des Stadtteils Castrop und ist die Mutterkirche zahlreicher Gemeinden in Castrop-Rauxel, Herne und Gerthe.

## Kirchengemeinde
Die Pfarrkirche St. Lambertus ist die Hauptkirche der im Frühjahr 2025 errichteten Pfarrei St. Lambertus mit den Gemeinden St. Elisabeth, St. Franziskus, Hl. Kreuz, St. Marien und Hl. Schutzengel. Die Pfarrei gehört zum  Dekanat Emschertal im Erzbistum Paderborn.
Die St.-Lambertus-Kirchengemeinde ist zudem mit einem Anteil von 32 % als Gesellschafter an der Katholischen St. Lukas GmbH beteiligt, die das Katholische Krankenhaus Dortmund-West, das St.-Josefs-Hospital in Hörde, das St.-Rochus-Hospital in Castrop-Rauxel sowie die St.-Lambertus-Pflegeeinrichtungen in Castrop-Rauxel betreibt.

## Baugeschichte und Bauwerk
Vor 1000 wurde eine Saalkirche mit einem rechteckigen Chor am Reichshof Castrop errichtet, wie durch Ausgrabungen nachgewiesen ist. Sie war eine Eigenkirche der Grafen von Kleve, denen das Gericht Castrop gehörte. 1344 wurde erstmals der Name der Kirche mit St. Lambert und Blasius erwähnt. Im 12. Jahrhundert wurde ein romanischer Westturm errichtet (1889 abgetragen) und im 13. Jahrhundert die jetzige alte Kirche aus Sandstein erbaut.
In der zum Ende des 19. Jahrhunderts stark expandierenden Stadt musste die Kirche der katholischen Pfarrgemeinde vergrößert werden. Unmittelbar südlich an der alten Kirche entstand 1889/1890 nach Entwurf des Paderborner Dombaumeisters Arnold Güldenpfennig ein eintürmiger Langbau aus Ruhrsandstein als dreischiffige Basilika im neogotischen Stil. Der historische Baubestand wurde mit viel Einfühlungsvermögen als nördliches Seitenschiff in diesen Neubau einbezogen. Einzig der alte Turm und das alte Südschiff wurden niedergelegt. Die geostete Kirche ist ein reiner Längsbau, ohne Querschiff und Vierung.
Von 1926 bis 1933 wurde die Kirche in eine Christus-Rex-Kirche umgewandelt mit einer neuen Ausmalung und einem neuen Hochaltar. Durch die Erhöhung des Altarraums und die Vermauerung der Seitenfenster des Hauptchores verdunkelte sich die Kirche stark. 1942 wurde die Kirche wieder im Sinne des Mittelalters rückgebaut, wobei aber das Sakramentshäuschen (siehe unten) nach Jahrhunderten seinen Platz verlassen musste. Von 1982 bis 1984 wurden in einer grundlegenden Renovierung unter Leitung des Architekten Manfred Ludes die ursprünglichen Proportionen und Lichtführungen der beiden Teile wiederhergestellt und den modernen liturgischen Anforderungen angepasst. 1982 wurde dazu eine neue Sakristei aus italienischem Sandstein an der Nordseite angebaut.

## Sehenswerte Kunstwerke
Im nördlichen Seitenschiff ist die mittelalterliche Hallenkirche mit dem Chor sowie das nördliche Seitenschiff der alten Kirche zu sehen. Im alten Chor mit halbrunder Apsis, den drei Rundbogenfenstern (Fenster von Jupp Gesing 1984) und dem romanischen Gewölbe sind die Schlusssteine und Kapitelle sehenswert. Herausragendes Werk des alten Kirche ist das Sakramentshaus von 1516, das Berndt Bunickmann aus Münster zugeschrieben wird. Seit 1984 steht es als Tabernakel wieder am angestammten Platz auf einem Steinblock an der Nordseite des Chores. Die Heiligenfiguren stammen aus späterer Zeit. Neben Ausstattungsstücken aus dem 19. Jahrhundert stammt das Altarbild Johannes auf Patmos vom ehemaligen Johannes-Altar aus der Barockzeit.
In der neuen Kirche sind die 1899/1900 entstandenen Ausmalungen im Mittelschiff von Felix Schröder aus Recklinghausen seit der Renovierung von 1982/1983 wieder zu sehen. Die Gewölbe zeigen Pflanzen, Tiere und geometrische Muster. Die Obergaden-Malereien zeigen Szenen aus dem Alten und Neuen Testament. Im Gewölbe erkennt man Leidenswerkzeuge. Darunter hängt ein Triumphkreuz von 1927. Das auf Christus bezogene Programm des Chorraumes setzt sich in den 1983 von Jupp Gesing gestalteten Fenstern der Apsis fort. Altar, Ambo, Rahmen und Abdeckung des Taufbrunnens sowie der Osterleuchter sind Werke von Hermann Kunkler aus dem Jahr 1983/1984. Seit März 2014 ist der ehemalige sechsflügelige sogenannte Beckersche Hochaltar im rechten Seitenschiff zu sehen.
Im Kirchenschatz der St.-Lambertus-Gemeinde befindet sich auch eine spätgotische Monstranz, eine Dortmunder Arbeit von 1500/1510.

## Orgel
Die Orgel von St. Lambertus wurde 2005 von der Orgelbaufirma Eisenbarth (Passau) erbaut. Das rein mechanische Instrument hat 40 Register auf drei Manualen und Pedal.
| I Hauptwerk C–a3 |                  |     |
| 1.               | Bourdon          | 16′ |
| 2.               | Principal        | 8′  |
| 3.               | Flûte harm.      | 8′  |
| 4.               | Cor de nuit      | 8′  |
| 5.               | Prestant         | 4′  |
| 6.               | Flûte a pavillon | 4′  |
| 7.               | Doublette        | 2′  |
| 8.               | Cornet V (ab g0) | 8′  |
| 9.               | Mixtur V         | 2′  |
| 10.              | Trompette        | 8′  |
|                  | Zimbelstern      |     |

| II Recit expressiv C–a3 |                   |       |
| 11.                     | Corno dolce       | 16′   |
| 12.                     | Diapason          | 8′    |
| 13.                     | Flûte traversière | 8′    |
| 14.                     | Gambe             | 8′    |
| 15.                     | Voix celeste      | 8′    |
| 16.                     | Flûte octaviante  | 4′    |
| 17.                     | Octavin           | 2′    |
| 18.                     | Plein Jeu III-V   | 2 ⁄3′ |
| 19.                     | Cor anglais       | 16′   |
| 20.                     | Trompette harm.   | 8′    |
| 21.                     | Hautbois          | 8′    |
| 22.                     | Clairon           | 4′    |
|                         | Tremblant         |       |

| III Positiv C–a3 |                  |        |
| 23.              | Bourdon          | 8′     |
| 24.              | Salicional       | 8′     |
| 25.              | Principal        | 4′     |
| 26.              | Flûte douce      | 4′     |
| 27.              | Nazard           | 2 ⁄3′  |
| 28.              | Flageolett       | 2′     |
| 29.              | Tierce           | 1 3⁄5′ |
| 30.              | Mixtur IV        | 1 ⁄3′  |
| 31.              | Trompette en ch. | 8′     |
| 32.              | Cromorne         | 8′     |
|                  | Tremblant        |        |

| Pedal C–f1 |           |         |
| 33.        | Kontrabaß | 16′     |
| 34.        | Subbaß    | 16′     |
| 35.        | Quint     | 10 2⁄3′ |
| 36.        | Octavbaß  | 8′      |
| 37.        | Flûte     | 8′      |
| 38.        | Suavial   | 4′      |
| 39.        | Bombarde  | 16′     |
| 40.        | Trompete  | 8′      |

- Koppeln: II/I, III/I, III/II, I/P, II/P, III/P
- Spielhilfen:
  - 2 × 64-fache Setzeranlage
  - Registercrescendo als Schwelltritt

## Glocken
Das Geläut der Kirche besteht aus fünf Bronzeglocken aus verschiedenen Glockengießereien.
Übersicht
| Glocke | Name                 | Gussjahr | Gießer                                    | Schlagton |
| ------ | -------------------- | -------- | ----------------------------------------- | --------- |
| 1      | St.-Lambertus-Glocke | 1949     | Glockengießerei Junker, Brilon            | c′        |
| 2      | St.-Marien-Glocke    | 1919     | Glockengießerei Otto, Bremen-Hemelingen   | es′       |
| 3      | St.-Joseph-Glocke    | 1949     | Glockengießerei Junker, Brilon            | f′        |
| 4      | St.-Rochus-Glocke    | 1949     | Glockengießerei Junker, Brilon            | g′        |
| 5      | St.-Blasius-Glocke   | 2004     | Gießerei Petit & Gebr. Edelbrock, Gescher | as′       |

## Seelsorger (Auswahl)
| Amtszeit  | Name                                 | Lebensdaten                                    | Anmerkungen |
| --------- | ------------------------------------ | ---------------------------------------------- | --- |
| 1820–1846 | Theodor Kemna Pfarrer und Dechant    | * 15. März 1781 Stuckenbusch † 6. Februar 1846 | 14. Juni 1805 Priesterweihe in Münster, dann Kaplan in Herten, ab 17. Juni 1817 Kaplan an der Propsteikirche zu Recklinghausen, ab 5. Mai 1820 Pfarrer an St. Lambertus, ab 1. Juli 1832 auch Land-Dechant von Dortmund |
| 1846–1886 | Heinrich Lohmann Pfarrer und Dechant | * 6. Januar 1810 Brilon † 12. Oktober 1886     | 24. August 1832 Priesterweihe in Paderborn, dann Kaplan an der Agnespfarrei in Hamm, ab 4. November 1846 Pfarrer an St. Lambertus, ab 19. Dezember 1872 auch Land-Dechant von Dortmund |
| 1887–1925 | Franz Keweloh Pfarrer und Dechant    | * 12. Mai 1841 Westönnen † 1. Mai 1929         | 14. August 1867 Priesterweihe in Paderborn, dann Geistlicher in Barop bei Dortmund, ab 23. Januar 1868 Kaplan an St. Lambertus, ab 15. August 1887 Pfarrer von St. Lambertus, 29. Juli 1892 Berufung zum Dechanten von Dortmund, 1921 Ernennung zum Geistlichen Rat, 1. Dezember 1925 Eintritt in den Ruhestand, 21. Februar 1928 Erster Ehrenbürger der Stadt Castrop-Rauxel |
| 1926–1953 | Anton Becker Pfarrer und Dechant     | * 15. Dezember 1877 Hörde † 1953               | 22. März 1902 Priesterweihe in Paderborn, ab 1902 Kaplan an der Propsteikirche in Gelsenkirchen, ab 1907 Kaplan in Bielefeld, ab 1918 Pfarrer in Magdeburg-Sudenburg, ab 31. Januar 1926 Pfarrer an St. Lambertus, ab 9. April 1943 auch Dechant von Castrop-Rauxel |
| 1953–1978 | Hermann Inkmann Dechant              | * 1906 † 1978                                  | 1930–1950 Vikar zu St. Clemens (Hombruch) |
| 1978–2006 | Norbert Keller Pfarrer               | * 14. Mai 1938                                 | 2008 Geistlicher Rat ad honores, Subsidiar im Pastoralverbund Castrop-Rauxel-Süd |
| 2006–2021 | Winfried Grohsmann Pfarrer           | * 30. Mai 1961                                 | |
| 2021–     | Christoph Gundermann Pfarrer         | * 1. Juli 1965                                 | |

## Pfarrkirche St. Lambertus in Henrichenburg
Im Zuge der Gebietsreform 1975 eingemeindeten Stadtteil Henrichenburg existiert ebenfalls eine, 1902 im Stile der Neugotik errichtete Lambertuskirche sowie deren heute als Pfarrzentrum fungierender Vorgängerbau von 1463. Die gleichnamige Gemeinde wurde mit Wirkung zum 2. Dezember 2007 aufgrund bischöflicher Fusionsurkunde vom 2. September 2007 zusammen mit den Kirchengemeinden St. Dominikus in Datteln-Meckinghoven und St. Maria Magdalena in Datteln-Horneburg zur neu geschaffenen „Katholischen Kirchengemeinde St. Dominikus in Datteln“ zusammengelegt und ist seither Filialkirche.